# Morne Macaque
Le morne Macaque, également appelé morne Micotrin, est un volcan de la Dominique. Il s'élève à 1 170 mètres d'altitude.

## Géographie
Le morne Macaque ou Microtin est situé au centre de l'île, à environ une vingtaine de kilomètres au nord-est de la capitale Roseau et au sud du morne Trois Pitons. Il est situé aux limites du parc national de Morne Trois Pitons. Le morne s'élève au-dessus de la gorge Titou qui conduit au morne Watt et au village de Trafalgar.